# De l'autre côté du mur
Pour plus de détails, voir Fiche technique et Distribution.
De l'autre côté du mur  (Westen) est un film dramatique allemand réalisé par Christian Schwochow, sorti en 2013.

## Synopsis
Nelly, une jeune femme originaire d'Allemagne de l'Est, émigre en Allemagne de l'Ouest avec son fils à la fin des années 1970. Trois ans auparavant, son ami (d'origine soviétique) avait été tué dans un accident. Elle veut recommencer une nouvelle vie, mais elle se retrouve dans un camp de réfugiés à Berlin-Ouest, interrogée par les services de renseignement, notamment américains, qui la soupçonnent d'être une espionne.

## Fiche technique
- Titre : De l'autre côté du mur
- Titre original : Westen
- Réalisation : Christian Schwochow
- Scénario : Heide Schwochow, d'après le roman Feu de camp de Julia Franck
- Montage : Jens Klüber
- Musique : Lorenz Dangel
- Photographie : Frank Lamm
- Producteur : Thomas Kufus et Barbara Buhl
- Production : Ö Filmproduktion Gmbh, Zero One Film et Terz FilmProduktion
- Distribution : Main Street Films et Sophie Dulac Distribution
- Pays d’origine :  Allemagne
- Langue originale : allemand
- Genre : Film dramatique
- Durée : 102 minutes
- Dates de sortie :
  -  Canada : 25 août 2013
  -  Allemagne : 27 mars 2014
  -  France : 5 novembre 2014
  -  États-Unis : 7 novembre 2014

## Distribution
- Jördis Triebel : Nelly
- Tristan Göbel : Alexeï
- Alexander Scheer : Hans Pischke
- Anja Antonowicz : Krystina
- Jacky Ido : John Bird
- Stefan Lampadius : Jürgen Lüttich
- Andreas Nickl : Gerd Becker
- Gabriele Schulze : Madame Breitscheit
- Michael Witte : Joachim Fierlinger
- Carlo Ljubek : Wassilij
- Ryszard Ronczewski : Le père de Krystina

## Récompense
- Deutscher Filmpreis 2014 : Meilleure actrice pour Jördis Triebel
- Mention spéciale pour Christian Schwochow lors de la 14e édition du Arras Film Festival (2013)